# Medresa Zincirli
Medresa Zincirli (ukrajinski Зинджирли-медресе; Медресе Ланцюгів, krimskotatarski Zıncırlı medrese) je medresa, sagrađena od kamena.

## Povijest
Sagradio ju je krimski kan Mengli I. Geraj 1500. kraj grada Bahčisaraja. Imala je tradicionalnu ulogu medrese sve do 1917. kada su je Boljševici na vlasti pretvorili u medicinsku školu. 1939. kompleks zgrada oko medrese pretvoren je u mentalnu ustanovu. Nakon povratka u svoju domovinu iz progonstva progonstva Krimski Tatari su dobili natrag medresu.
U medresi se nalazi grob Ismail Gaspiralija. Medresa je dobila ime po velikom lancu (zincir) koji se nalazi iznad ulaza u medresu.